# Liste der Bodendenkmäler in Nandlstadt
Auf dieser Seite sind die Bodendenkmäler in dem oberbayerischen Markt Nandlstadt zusammengestellt. Diese Tabelle ist eine Teilliste der Liste der Bodendenkmäler in Bayern. Grundlage ist die Bayerische Denkmalliste, die auf Basis des Bayerischen Denkmalschutzgesetzes vom 1. Oktober 1973 erstmals erstellt wurde und seither durch das Bayerische Landesamt für Denkmalpflege geführt wird. Die folgenden Angaben ersetzen nicht die rechtsverbindliche Auskunft der Denkmalschutzbehörde.

## Bodendenkmäler in Nandlstadt

### Bodendenkmäler in der Gemarkung Airischwand
| Lage                   | Objekt | Akten-Nr.     | Bild |
| ---------------------- | --- | ------------- | ---- |
| Airischwand (Standort) | Untertägige mittelalterliche und frühneuzeitliche Befunde im Bereich der Katholischen Filialkirche St. Silvester in Airischwand. | D-1-7436-0056 |      |

### Bodendenkmäler in der Gemarkung Baumgarten
| Lage                  | Objekt | Akten-Nr.     | Bild |
| --------------------- | --- | ------------- | ---- |
| Baumgarten (Standort) | Erdstall des hohen Mittelalters. | D-1-7436-0043 |      |
| Baumgarten (Standort) | Untertägige mittelalterliche und frühneuzeitliche Befunde im Bereich der Katholischen Pfarrkirche Herz Jesu (ehemalige St. Nikolaus) in Baumgarten und ihres Vorgängerbaus. | D-1-7436-0048 |      |
| Baumgarten (Standort) | Untertägige mittelalterliche und frühneuzeitliche Befunde im Bereich der Katholischen Filialkirche St. Michael in Tölzkirchen und ihrer Vorgängerbauten.                    | D-1-7436-0050 |      |
| Baumgarten (Standort) | Grabhügel vorgeschichtlicher Zeitstellung. | D-1-7437-0083 |      |
| Baumgarten (Standort) | Siedlung vor- und frühgeschichtlicher Zeitstellung. | D-1-7437-0091 |      |
| Baumgarten (Standort) | Untertägige mittelalterliche und frühneuzeitliche Befunde im Bereich der Katholischen Filialkirche St. Johannes d.T. in Altfalterbach.                                      | D-1-7437-0092 |      |
| Baumgarten (Standort) | Siedlung des Altneolithikums (Linearbandkeramik). | D-1-7437-0096 |      |
| Baumgarten (Standort) | Abgegangene Kirche des Mittelalters oder der frühen Neuzeit (Filialkirche St. Laurentius in Andorf).                                                                        | D-1-7437-0198 |      |

### Bodendenkmäler in der Gemarkung Figlsdorf
| Lage                 | Objekt | Akten-Nr.     | Bild |
| -------------------- | --- | ------------- | ---- |
| Figlsdorf (Standort) | Untertägige mittelalterliche und frühneuzeitliche Befunde im Bereich der Katholischen Filialkirche St. Leonard in Figlsdorf und ihrer Vorgängerbauten. | D-1-7436-0046 |      |
| Figlsdorf (Standort) | Untertägige mittelalterliche und frühneuzeitliche Befunde im Bereich der Katholischen Filialkirche St. Jakob in Aiglsdorf und ihrer Vorgängerbauten.   | D-1-7436-0059 |      |

### Bodendenkmäler in der Gemarkung Nandlstadt
| Lage                  | Objekt | Akten-Nr.     | Bild |
| --------------------- | --- | ------------- | ---- |
| Nandlstadt (Standort) | Untertägige mittelalterliche und frühneuzeitliche Befunde im Bereich der Katholischen Pfarrkirche St. Martin in Nandlstadt und ihrer Vorgängerbauten. | D-1-7436-0044 |      |